# To the Struggle Against World Terrorism
To the Struggle Against World Terrorism, ook bekend als Tear of Grief en het Tear Drop Memorial, is een monument ontworpen door Zoerab Tsereteli, en geschonken aan de Amerikaanse overheid door Rusland als herinnering aan de slachtoffers van de aanslagen op 11 september 2001 en de bomaanslag op het World Trade Center in 1993.

## Ontwerp
Het monument is een 30 meter hoge toren, die in het midden als het ware is opengebroken. In de opening hangt een 12 meter lange traan. Het kunstwerk is vervaardigd van gecoat staal. De voet van het monument is van granieten platen gemaakt, waarin de namen van de slachtoffers staan gegraveerd.

## Plaats en plaatsing
Het monumentale kunstwerk is opgericht in de plaats Bayonne, langs de westzijde van de haven van New York en New Jersey. Bij de grondlegging sprak president Vladimir Poetin op 16 september 2005, memorerend dat ook Rusland het leed van terrorisme deelde. Op 11 september 2006 sprak voormalig president Bill Clinton bij de officiële inwijding van het monument.